# Edmund Hartig
Edmund hrabě Hartig (německy Edmund Graf Hartig, 2. listopadu 1812 Vídeň – 30. března 1883 San Remo) byl rakouský a český šlechtic, diplomat, politik. Od mládí působil v diplomacii Rakouského císařství, byl vyslancem v Hesensku, Dánsku a Bavorsku. Po odchodu z diplomatických služeb se zapojil do politiky, v 60. a 70. letech 19. století byl poslancem Českého zemského sněmu, Říšské rady a členem Panské sněmovny. Krátce zastával také funkci nejvyššího maršálka Českého království (1867). Vlastnil statky v severních Čechách (Mimoň). 

## Biografie

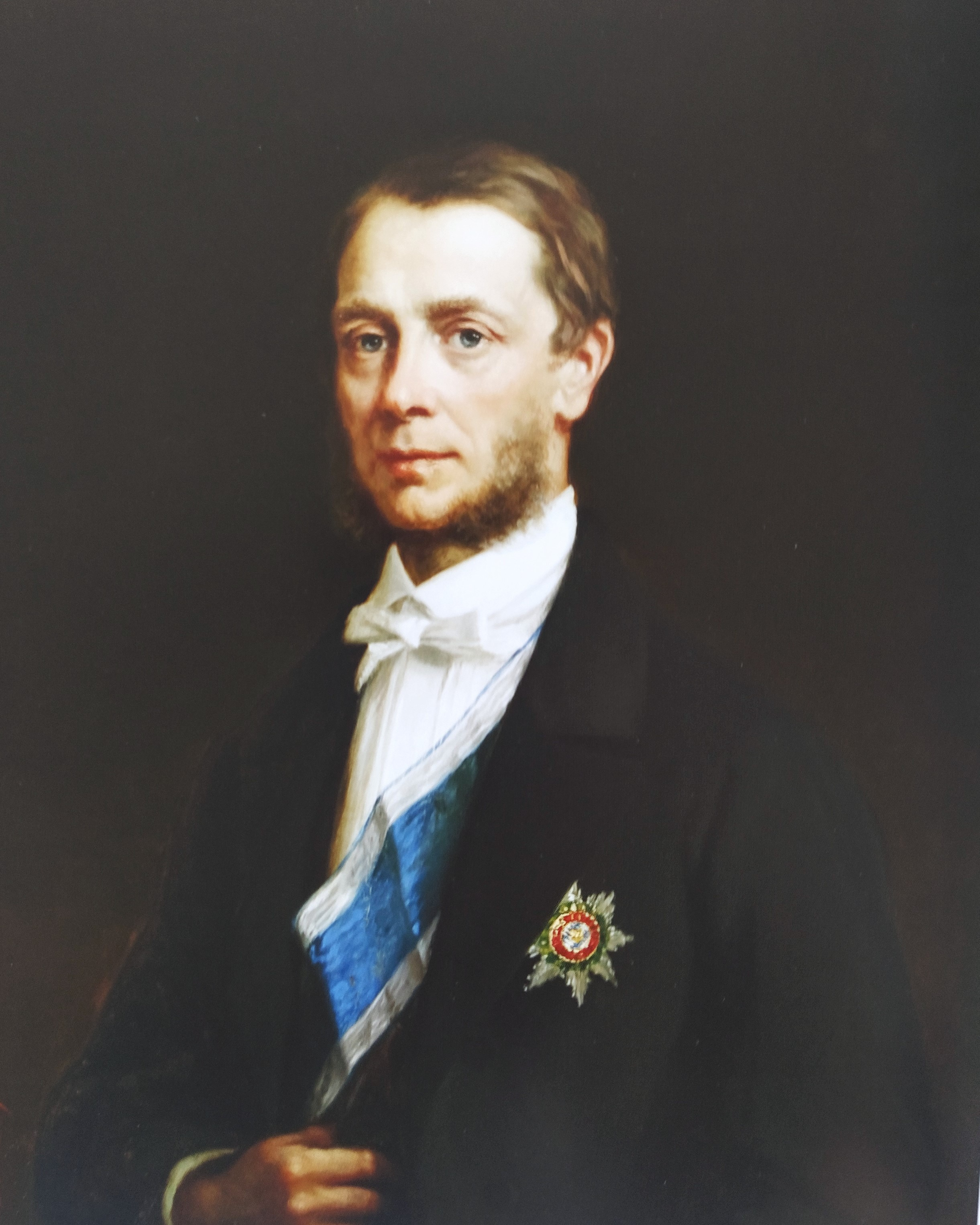
Hrabě Edmund Hartig jako nejvyšší maršálek Českého království (Eduard von Engerth, 1868, Národní muzeum Praha)

Pocházel ze šlechtického rodu Hartigů, narodil se jako starší syn státníka a diplomata hraběte Františka Hartiga (1789–1865) a jeho manželky Juliany, rozené hraběnky von Grundemann-Falkenberg (1788–1866). Absolvoval gymnázium ve Štýrském Hradci a vystudoval práva. Kariéru státního úředníka zahájil jako koncipista u dolnorakouského místodržitelství (1835–1836), poté vstoupil do diplomatických služeb. Na nižší pozici atašé působil na vyslanectví ve Florencii (1836–1840) a v Paříži (1840–1841). Od roku 1841 byl vyslaneckým tajemníkem v Kasselu, kde se v roce 1843 stal zplnomocněncema nakonec skutečným a stálým vyslancem (1846–1852). V letech 1852–1856 byl vyslancem v Kodani a nakonec v Mnichově (1856–1859).
Po obnovení ústavního života v Rakouském císařství počátkem 60. let 19. století se zapojil i do zemské a celostátní politiky. V zemských volbách v Čechách v roce 1861 byl zvolen v kurii velkostatkářské (za nesvěřenecké velkostatky) do Českého zemského sněmu. V téže době také zasedal i v Říšské radě (celostátní zákonodárný sbor), kam ho vyslal zemský sněm (tehdy ještě Říšská rada nevolena přímo, ale tvořena delegáty jednotlivých zemských sněmů).
Politicky patřil k spojencům Antona von Schmerlinga a horlivým stoupencům takzvané Ústavní strany, která prosazovala liberální a centralistický model rakouského státu, s dominantní rolí německé kultury, a odmítala federalistické aspirace Čechů a dalších neněmeckých etnik. 16. prosince 1865 složil mandát zemského poslance. Již v listopadu 1866 se do zemského sněmu nicméně vrátil, nyní ovšem za městskou kurii, obvod Cvikov – Mimoň. Mandát za tento okrsek v severních Čechách obhájil i v zemských volbách v lednu 1867. V krátce poté konaných volbách v březnu 1867 byl opět zvolen za velkostatkářskou kurii. Zastupoval Stranu ústavověrného velkostatku, která byla šlechtickým spojencem centralistické Ústavní strany.
V této době probíhaly v českých zemích ostré státoprávní spory. Česká politická reprezentace odmítala rakousko-uherské vyrovnání a neúspěšně žádala uznání svébytnosti českého státu. Poté, co padl konzervativní ministerský předseda Richard Belcredi a vliv v Rakousku převzala opět centralistická liberální skupina, byl Hartig jmenován 4. dubna 1867 Nejvyšším maršálkem Království českého (předseda zemského sněmu). Funkci zastával jen krátce, do 3. srpna 1867. Podle jiného zdroje do roku 1868. 1. dubna 1867 se stal také doživotním členem Panské sněmovny (jmenovaná horní komora Říšské rady). Zde působil jako zpravodaj při projednávání některých významných předloh, například školských nebo branných zákonů.
Křeslo v zemském sněmu získal opětovně ve volbách roku 1872, znovu za kurii velkostatkářskou. Rezignoval před dubnem 1877.
Kromě politiky se ve veřejném životě angažoval i v jiných odvětvích, mimo jiné byl mecenášem umění, od roku 1861 byl členem Rakouského uměleckého spolku (Der österreichischen Kunstverein) a v roce 1873 se stal předsedou  Spolku pro dějiny Němců v Čechách (Verein für Geschichte der Deutschen in Böhmen). Uplatnil se i jako podnikatel, v roce 1865 získal s dalšími společníky (Edmund Clary-Aldringen, Franz Stradal) koncesi k vybudování železnice z Ústí nad Labem do Hodkovic nad Mohelkou. Ve správě železnic se angažoval i později, do smrti byl členem správní rady Společnosti rakouských státních drah. 
Hrabě Edmund z Hartigu zemřel dne 30. března 1883 v italském San Remu na plicní onemocnění. Pohřben byl rodové hrobce v kostele sv. Zikmunda ve Stráži pod Ralskem.

## Majetek

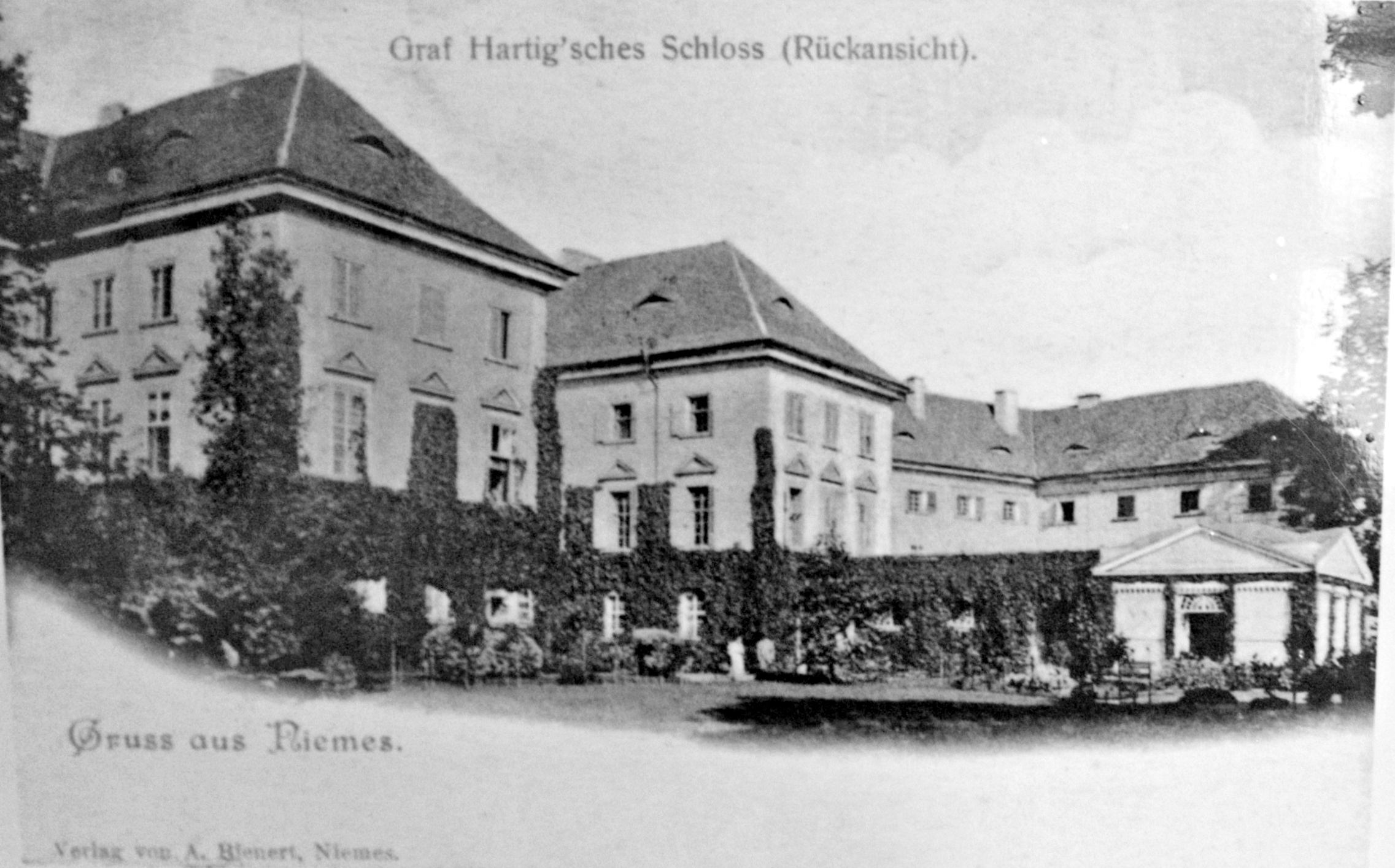
Zámek Mimoň, hlavní sídlo Hartigů v 19. a 20. století

Po otci zdědil velkostatky Mimoň a Stráž pod Ralskem (respektive Vartenberk). Formálně byl správa velkostatku řízena ze Stráže pod Ralskem, čemuž bylo podřízeno také využití zámku Vartenberk. Hlavním sídlem rodiny byl zámek Mimoň, zásadně přestavěný Edmundovým otcem v první polovině 19. století. K velkostatku patřilo 6 648 hektarů půdy s převahou lesních porostů, součástí hospodářství bylo několik průmyslových provozů.

## Tituly a ocenění
Byl uživatelem titulu říšský hrabě, který rodina získala v roce 1719. Jako příslušník starého šlechtického rodu byl v roce 1837 jmenován c. k. komořím a v roce 1862 získal titul c. k. tajného rady s nárokem na oslovení Excelence. Zatímco v Rakousku-Uhersku neobdržel žádné ocenění, z doby působení v diplomacii byl nositelem několika zahraničních řádů. V roce 1840 se stal držitelem toskánského Řádu sv. Štěpána, dále byl nositelem bavorského Záslužného řádu bavorské koruny, hesenského Ludvíkova řádu a brunšvického Řádu Jindřicha Lva.

## Rodina
V roce 1846 se ve Vídni oženil s hraběnkou Julií Konstancií Bellegardovou (1822–1884), dcerou Augusta Bellegarda, c. k. polního podmaršála, císařského generálního pobočníka a nejvyššího hofmistra císařovny Karolíny Augusty. Julie byla c. k. palácovou dámou a dámou Řádu hvězdového kříže, vzhledem k Edmundově diplomatickému působení v Bavorsku se stala také čestnou dámou bavorského Tereziánského řádu. Z manželství se narodily čtyři dcery: 
- 1. Julie (1847–1863)
- 2. Paula (1849–1929), dáma Řádu hvězdového kříže ∞ 1871 Jindřich hrabě Bellegarde (1843–1890), c. k. komoří, nadporučík
- 3. Františka Emanuela (1854–1939), dáma Řádu hvězdového kříže ∞ 1878 August František hrabě Kinský z Vchynic a Tetova (1849–1941), majitel velkostatku Sloup
- 4. Marie Antonie (1859–1951), po ovdovění vstoupila pod jménem Maria Brigita do řádu benediktinek v Dánsku, ∞ 1887 Augustin svobodný pán von Wacken (1850–1896), diplomat, majitel velkostatku Idolsberg v Dolním Rakousku

Protože Edmund neměl mužské potomky, předurčeným dědicem byl jeho mladší bratr Bedřich (1818–1877), který sloužil v armádě a vlastnil velkostatek Brunn v Dolním Rakousku. Zemřel ale ještě před Edmundem, takže české statky zdědil v roce 1883 Bedřichův syn František (1859–1903), jehož poručníkem byl po dobu nezletislosti strýc Leopold Gudenus. 
Díky své manželce byl Edmund Hartig mimo jiné švagrem Františka Bellegarda (1833–1912), nejvyššího hofmistra korunní princezny Štěpánky a císařovny Alžběty. 